# Aline MacMahon
Pour les articles homonymes, voir MacMahon.
Aline MacMahon est une actrice américaine née le 3 mai 1899 à McKeesport, Pennsylvanie (États-Unis) et décédée le 12 octobre 1991 à New York (New York).

## Filmographie
(octobre 2023).
- 1931 : Five Star Final : Miss Taylor
- 1932 : The Heart of New York : Bessie, the Neighbor
- 1932 : The Mouthpiece (en) de James Flood et Elliott Nugent : Miss Hickey, Day's secretary
- 1932 : Week-End Marriage de Thornton Freeland : Agnes
- 1932 : La vie commence (Life Begins) : Miss Bowers
- 1932 : Voyage sans retour (One Way Passage) : Countess Barilhaus (Barrel House Betty)
- 1932 : Une fois dans la vie (Once in a Lifetime (en)) : May Daniels
- 1932 : Valet d'argent (Silver Dollar) : Sarah Martin
- 1933 : Chercheuses d'or de 1933 (Gold diggers of 1933) : Trixie Lorraine
- 1933 : La Vie de Jimmy Dolan (The Life of Jimmy Dolan) d'Archie Mayo : Auntie, aka Mrs. Moore
- 1933 : Héros à vendre : Mary Dennis
- 1933 : The World Changes : Anna Nordholm
- 1934 : Heat Lightning (en) de Mervyn LeRoy : Olga
- 1934 : The Merry Frinks : Hattie 'Mom' Frink
- 1934 : Side Streets (en) d'Alfred E. Green : Bertha Krasnoff
- 1934 : Big-Hearted Herbert : Elizabeth Kainess
- 1934 : Babbitt : Myra Babbitt
- 1935 : While the Patient Slept : Nurse Sarah Keate
- 1935 : Mary Jane's Pa : Ellen Preston
- 1935 : Vivre sa vie (I Live My Life) : Betty Collins
- 1935 : Impétueuse Jeunesse (Ah, Wilderness!) : Lily Davis
- 1935 : Un bienfait dangereux (Kind Lady) de George B. Seitz : Mary Herries
- 1937 : Le Cœur en fête (When You're in Love) : Marianne Woods
- 1939 : Back Door to Heaven : Miss Williams
- 1941 : Out of the Fog : Florence Goodwin
- 1942 : Madame veut un bébé (The Lady Is Willing) : Buddy
- 1942 : Tish : Lizzie Wilkins
- 1943 : Seeds of Freedom : Odessa Citizen
- 1944 : Reward Unlimited : Mrs. Scott
- 1944 : Les Fils du dragon (Dragon Seed) de Jack Conway et Harold S. Bucquet : Ling Tan's Wife
- 1944 : Guest in the House de John Brahm : Aunt Martha
- 1947 : The Mighty McGurk de John Waters : Mamie Steeple
- 1948 : Les Anges marqués (The Search) : Mrs. Murray
- 1949 : Roseanna McCoy d'Irving Reis : Sarie McCoy
- 1950 : La Flèche et le Flambeau (The Flame and the Arrow) : Nonna Bartoli
- 1953 : The Eddie Cantor Story (en) d'Alfred E. Green : Grandma Esther
- 1955 : L'Homme de la plaine (The Man from Laramie) : Kate Canady
- 1959 : The Play of the Week (en) (téléfilm) : Nurse
- 1960 : La Ruée vers l'Ouest (Cimarron) : Mrs. Mavis Pegler
- 1961 : Les Blouses blanches (The Young Doctors) : Dr. Lucy Grainger
- 1963 : Le Seigneur d'Hawaii (Diamond Head) : Kappa Lani Kahanna
- 1963 : L'Ombre du passé I Could Go On Singing : Ida
- 1963 : All the Way Home : Aunt Hannah
- 1974 : Great Performances (téléfilm) : Nurse
- 1975 : For the Use of the Hall (téléfilm) : Bess